# Battaglia di Skuodas
La battaglia di Skuodas o Schoden fu una battaglia medievale combattuta nel 1259 vicino a Skuodas, nell'attuale Lituania durante la crociata lituana. L'esercito dei samogiti, composto da 3 000 uomini, invase la Curlandia e sulla via del ritorno prevalse sull'Ordine di Livonia, uccidendo 33 cavalieri e molti altri guerrieri di rango inferiore. In termini di perdite, si trattò dell'ottava più grande sconfitta dell'Ordine nel XIII secolo. La vittoria riportata dai samogiti scatenò un'insurrezione dei semgalli contro i crociati, durata in essere dal 1259 al 1272.

## Contesto storico
Nel 1250, Mindaugas, duca pagano della Lituania, concluse un trattato di pace con l'Ordine di Livonia: l'atto sanciva che egli avrebbe accettato il battesimo per essere incoronato re di Lituania in cambio della cessione di alcune porzioni della Samogizia, della Nadruvia e della Dainava in favore dei tedeschi. Mindaugas fu incoronato il 6 luglio 1253 e le terre promesse furono cedute all'Ordine. I cavalieri di Livonia costruirono il castello di Memel (oggi Klaipėda) al confine con la Samogizia da utilizzare come testa di ponte per un'ulteriore espansione. Dopo che i samogiti attaccarono senza successo la nuova fortificazione, i nobili della popolazione formarono una coalizione militare, elessero Algminas (o Alminas) come loro capo e organizzarono una serie di incursioni in Curlandia. Dopo che i samogiti sconfissero i cavalieri vicino a Klaipėda e uccisero 12 cavalieri nel 1257, i delegati samogiti si recarono a Riga e chiesero una tregua di due anni. A propendere per la pace furono anche i mercanti della città lettone, i quali cercarono di aumentare i loro commerci con i lituani.

## Battaglia
Alla scadenza della tregua, i samogiti non chiesero di prolungarla e si organizzarono ancora una volta per razziare la Curlandia. La battaglia che ne scaturì potrebbe essere stato indirettamente provocato da Mindaugas, il quale, come si è detto, concesse l'intera Samogizia all'Ordine il 7 agosto 1259 mentre cercava alleati contro l'Orda d'Oro, autrice del saccheggio delle terre lituane nell'inverno del 1259. A ogni modo, la data o almeno l'anno esatto dello scontro non sono noti. Lo storico Edvardas Gudavičius ritiene fosse accaduta alla fine dell'estate o all'inizio dell'autunno 1258, ma la maggioranza degli storici propende per il 1259.
Mentre i samogiti saccheggiavano la Curlandia, i cavalieri di stanza a Kuldīga chiesero rinforzi a Klaipėda. I cavalieri inseguirono gli ostili che stavano lasciando la regione con il loro bottino e la battaglia decisiva ebbe luogo vicino a Skuodas. La cronaca rimata della Livonia attribuì la sconfitta alla codardia degli alleati curi, incapaci di resistere agli assalti dei samogiti e colpevoli di aver abbandonato precocemente il campo di battaglia lasciando i cavalieri esposti. Ispirati dal successo, i vincitori si prepararono a distanza di poco tempo per compiere un'altra incursione in Curlandia. Questa volta il Gran Maestro di Livonia Burkhard von Hornhausen guidò personalmente i cavalieri. L'attesa grande battaglia non si verificò perché l'Ordine fu molto cauto nell'evitare imboscate, mentre gli incursori preferirono non raggrupparsi mai per dar luogo una battaglia in campo aperto. Gli scontri furono più sporadici e i cavalieri non riuscirono a prevalere. Le perdite degli assalitori sono incerte, mentre si sa che i crociati persero 33 cavalieri e svariati uomini di fanteria.

## Conseguenze
Le fragilità dimostrate dai crociati spronarono i semgalli a ribellarsi. I crociati, i quali anche contro tale popolazione preferirono non dare luogo a un attacco in campo aperto, agirono in maniera oculata. Le truppe cristiane aggredirono Tērvete (Terwerten) nel tentativo sperando di trasformare l'avamposto nemico in un castello teutonico. Quando l'attacco fallì, costruirono una fortezza nelle vicine Dobele (Doblen) e Goergenburg (forse l'attuale Jurbarkas) in Samogizia. Entrambi i castelli furono presto attaccati dai semgalli con il supporto dei samogiti. L'anno seguente questi ultimi si insediarono per l'ennesima volta in Curlandia, dando luogo alla battaglia di Durbe, dove l'Ordine subì una sconfitta di proporzioni ancora maggiori. Le ferite rimediate dall'Ordine di Livonia furono avvertite in maniera così acuta che dovettero trascorrere circa trent'anni affinché i cavalieri ripristinassero la propria supremazia sul loro intero territorio.